# Invictus (Gedicht)

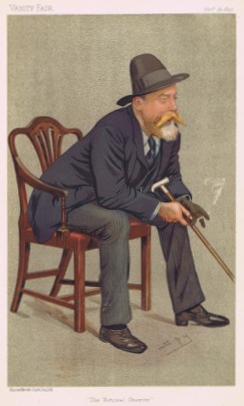
William Ernest Henley

Invictus ist ein kurzes Gedicht von William Ernest Henley (1849–1903). Es wurde 1875 in dem Book of Verses, damals noch ohne Titel, veröffentlicht. Den Titel Invictus (deutsch Unbezwungen) gab dem Gedicht Arthur Quiller-Couch 1901, als er es in das von ihm herausgegebene The Oxford Book of English Verse aufnahm.

## Das Gedicht
| Out of the night that covers me, Black as the pit from pole to pole, I thank whatever gods may be For my unconquerable soul. In the fell clutch of circumstance I have not winced nor cried aloud. Under the bludgeonings of chance My head is bloody, but unbowed. Beyond this place of wrath and tears Looms but the horror of the shade, And yet the menace of the years Finds and shall find me unafraid. It matters not how strait the gate, How charged with punishments the scroll, I am the master of my fate: I am the captain of my soul. | Aus finstrer Nacht, die mich umragt, durch Dunkelheit mein’ Geist ich quäl. Ich dank, welch Gott es geben mag, dass unbezwung’n ist meine Seel. Trotz Pein, die mir das Leben war, man sah kein Zucken, sah kein Toben. Des Schicksals Schläg in großer Schar. Mein Haupt voll Blut, doch stets erhob’n. Jenseits dies Orts voll Zorn und Tränen, ragt auf der Alp der Schattenwelt. Stets finden mich der Welt Hyänen. Die Furcht an meinem Ich zerschellt. Egal, wie schmal das Tor, wie groß, wieviel Bestrafung ich auch zähl. Ich bin der Meister meines Los’. Ich bin der Käpt’n meiner Seel. |

## Hintergrund
Bei Henley wurde im Alter von zwölf Jahren Knochentuberkulose diagnostiziert. Einige Jahre später amputierten seine Ärzte eines seiner Beine unterhalb des Knies. Als 1873 die operative Entfernung des anderen Beines vorgeschlagen wurde, wehrte sich Henley gegen diese Amputation. Schließlich konnte Joseph Lister im Krankenhaus von Edinburgh das zweite Bein retten. Das Gedicht beschreibt Henleys Kampf gegen die Krankheit nach einer zweijährigen Rekonvaleszenz.

## Rezeption
- Nelson Mandela zitierte aus dem Gedicht und schöpfte daraus während der Jahre seiner Haft Kraft und Trost.[2] Dieses wird in dem Film Invictus – Unbezwungen aufgegriffen.
- US-Präsident Barack Obama zitierte die letzte Strophe des Gedichtes anlässlich seiner Rede zur Gedenkfeier für Nelson Mandela am 10. Dezember 2013.[3]
- Stephan Weidner (Der W) hat in seinem Lied Justitia[4] vom Album IV Textstellen übernommen bzw. den Liedtext an das Gedicht angelehnt.
- 2001 verzichtete der zum Tode verurteilte US-amerikanische Terrorist Timothy McVeigh vor seiner Hinrichtung auf das Recht, ein letztes Wort zu sprechen. Stattdessen hinterließ er einen handschriftlichen Brief, in welchem er das Gedicht zitierte.[5]
- 2002 veröffentlichte die Künstlerin Swawa mit ihrem Soloprojekt Carved in Stone das komplett vertonte Gedicht auf dem Album Hear the Voice.[6]
- 2014 wurde das Gedicht von Coldplay-Frontmann Chris Martin für Prinz Harrys Invictus-Games vertont und von John Sumner gesungen.[7][8]
- 2015 zitierte Lexxa Singh in Renegades – The Series aus dem Gedicht.[9]
- In der Serie The Blacklist (2017) rezitierte Reddington in der 8. Episode der 5. Staffel das Gedicht am Krankenbett der bewusstlosen Elizabeth.[10]
- In der Serie One Tree Hill wurde das Gedicht in der Schluss-Sequenz der 6. Episode der 3. Staffel von dem Protagonisten Lucas Scott zitiert.[11]
- In der Serie New Amsterdam rezitiert die Figur des Dr. Floyd Reynolds das Gedicht in der 14. Episode (Widerstand) der 4. Staffel.[12]
- 2024 veröffentlichte die deutsche Band Weimar auf ihrem Album 1331 das vertonte Gedicht mit abgewandeltem Text.